# Aratorés
Aratorés és una localitat aragonesa pertanyent al municipi de Castiello de Jaca, a la Jacetània, província d'Osca, Aragó.

## Geografia
Es troba a 1021 m d'altitud i a 3 km de Castiello de Jaca. Assentada en un petit pla al peu de la Serra dels Àngels pel qual s'accedeix a la Vall de Borau i des del qual es domina la vall del riu Aragó. És un petit i bigarrat nucli, en el qual es poden apreciar totes aquelles característiques, fins als més petits detalls, de l'arquitectura tradicional de la zona, sobresortint per robustos passadissos, airoses xemeneies troncocòniques, alguna balconada i altres components de les cases.

## Història
Segons Agustín Ubieto Arteta, la primera cita d'aquest poble és de 1094 o 1104 dC, recollida en l'obra d'Antonio Durán Godiol Geografía medieval de los obispados de Jaca y Huesca (Osca, 1962), i documenta les variants Aratorés, Aratorese i Aratoressa.
La proximitat del riu Aragó, important via de comunicació des d'antic i l'amplitud de la vall (en temps denominat Bardaruex: la vall de Aruej) expliquen l'ocupació humana en aquesta zona des de fa segles. Concretament, des de 1206 i mitjançant una donació de Pere II (el Catòlic), 7 anys abans de morir en la batalla de Muret, Aratorés es va vincular al Capítol catedralici de Jaca fins a les amortitzacions vuitcentistes. Des de 1887 pertany al municipi de Castiello de Jaca. Tenia 5 cases el 1495, que ascendien a 11 el 1845, el 1957 va passar a tenir 109 habitants, i va aconseguir el seu màxim històric el 1910 registrant 114 habitants. A partir de llavors comença un lent declivi demogràfic fins als 32 habitants actuals.

## Monuments
La seva església parroquial és romànica, del segle xii, amb afegits i transformacions del segle xviii, quan se li va afegir la nova sagristia i la torre de l'església. Sota l'advocació de Sant Joan Evangelista, presenta orientació canònica, amb absis semicircular cobert a l'interior amb volta de cambra d'esfera i una sola nau als peus de la qual es va adossar la torre. La portada està culminada amb un crismó sobre el qual es va gravar la data tardana de 1607, probablement l'any d'alguna remodelació. L'absis és l'únic element originari de la construcció al costat d'una inscripció mossàrab. El més conegut del temple és la làpida incrustada a l'exterior, per la seva antiguitat i extensió és una de les inscripcions més destacades de la Jacetania que data de l'any 901, probablement procedeix d'una antiga ermita propera al poble, igual que una altra més petita, recol·locada al costat del crismó, dedicada a un difunt anomenat Atto. També d'origen funerari són les lloses reaprofitades com a paviment d'accés a l'església, entre les quals destaca una lauda sepulcral datada al segle xviii que presenta gravada una magnífica esvàstica curvilínia coneguda a Aragó com cuatrefuellas, símbol pagà que al·ludeix al sol.
- Vista frontal de l'església de Sant Joan Baptista a Aratorés.
- Portada de l'església de Sant Joan Baptista a Aratorés.
- Absis semicircular de l'església de Sant Joan Baptista a Aratorés.